# شحتة الإسكندراني
شحاتة عبد الرحيم ويعرف باسم شحتة الإسكندراني (24 يوليو 1944 - 21 أكتوبر 2024) هو لاعب كرة قدم مصري معتزل سبق له أن لعب في نادي الاتحاد السكندري ومنتخب مصر.

## مشواره
في عام 1960 التحق شحاتة بفريق الأشبال لنادي الاتحاد السكندري تحت 16 سنة ثم انضم للفريق الأول في عام 1962 ولعب أول مباراة له أمام فريق نادي السويس وانتهت بتعادل الفريقين 1-1 وسجل شحتة هدف التعادل لفريقه. حصل مع نادي الاتحاد على لقب كأس مصر في عام 1962 وفي عام 1976 حصل أيضاً على لقب كأس مصر بعد أن تغلب نادي الاتحاد في النهائي على النادي الأهلي بنتيحة 2-1 سجل شحتة هدف التعادل.

## الوفاة
توفي بعد صراع مع المرض في 21 أكتوبر 2024.